# Valgus (Verlag)
Valgus (‚Licht‘) ist ein estnischer Buchverlag mit Sitz in Tallinn.

## Geschichte des Verlags
Nach der Annexion Estlands durch die Sowjetunion im Juni 1940 und der Verstaatlichung der Produktionsmittel hatte es seit 1949 einen einzigen Universalverlag für die gesamte Buchproduktion der ESSR gegeben, den „Estnischen Staatsverlag“ (Eesti Riiklik Kirjastus). Dieser Verlag wurde 1965 in Eesti Raamat umbenannt, wobei gleichzeitig eine Ausgliederung der pädagogischen, (populär)wissenschaftlichen und Sachliteratur in einen neuen Verlag mit dem Namen Valgus vorgenommen wurde.

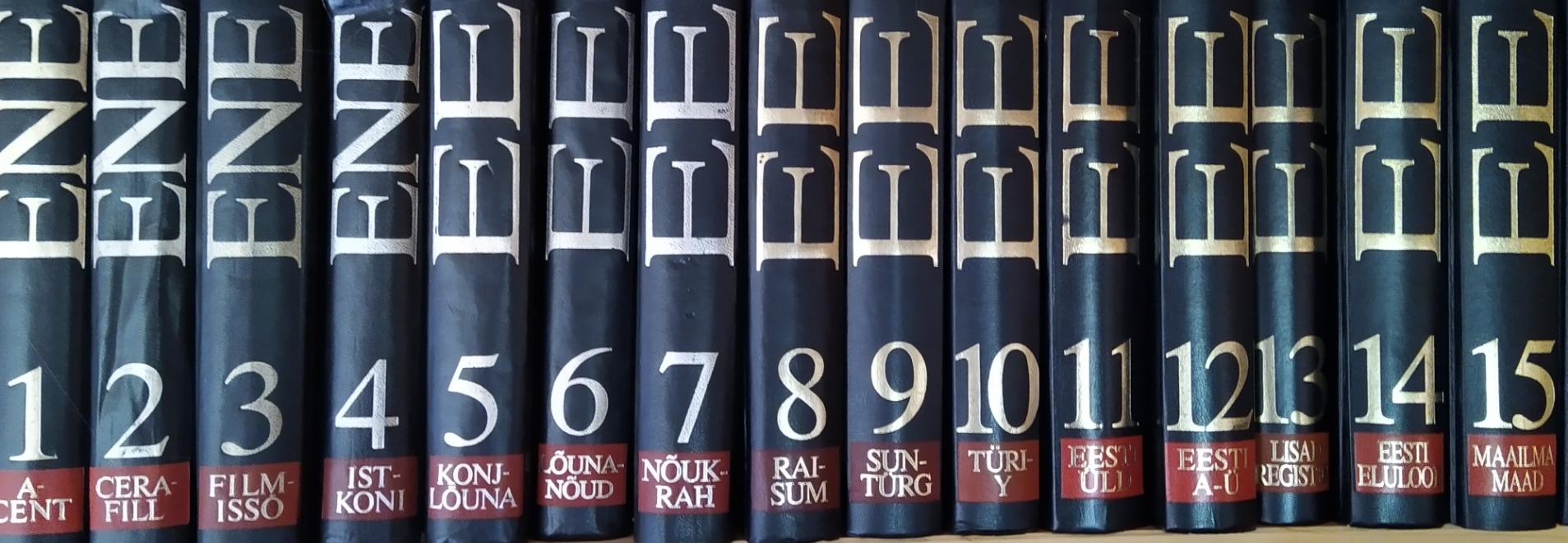
Zweite Auflage der Enzyklopädie, an der die politischen Veränderungen sichtbar sind.

Im Verlag erschienen neben der pädagogischen Literatur zahlreiche Wörterbücher und auch die achtbändige sowjetestnische Enzyklopädie. Die zweite Auflage dieser Enzyklopädie wurde ab 1985 im Verlag erstellt. Sie hieß ab dem fünften Band nicht mehr Sowjetestnische Enzyklopädie, sondern Estnische Enzyklopädie (Eesti Entsüklopeedia), was sich auch in der Abkürzung auf dem Buchrücken widerspiegelte (EE statt ENE). Ab dem siebten Band erschien die neue Enzyklopädie jedoch im Estnischen Enzyklopädieverlag (s. u.).

## Veränderungen nach Wiedererlangung der Unabhängigkeit
Im Gegensatz zu vielen anderen sowjetischen Institutionen wurde der Verlag 1991 nicht geschlossen, allerdings sonderten sich zwei Sparten ab: Die pädagogische Literatur wurde im Verlag Koolibri untergebracht, die enzyklopädische Literatur im 2011 in Konkurs gegangenen Verlag Eesti Entsüklopeediakirjastus (‚Estnischer Enzyklopädieverlag‘). Seit 1995 ist Valgus eine GmbH. Nach wie vor ist Sachliteratur das Hauptbetätigungsfeld des Verlags.

## Sekundärliteratur
- Eesti raamat 1525–1975. Ajalooline ülevaade. Tallinn: Valgus 1978.